# Kang (Botswana)
Kang – wieś w Botswanie w dystrykcie Kgalagadi. Na obrzeżach osady znajduje się wyschnięty zbiornik wodny Pane yecho. Według spisu ludności z 2001 roku wieś liczyła 3744 mieszkańców.